# 20 km de Lausanne
Les 20 km de Lausanne sont une manifestation de course pédestre suisse qui a lieu chaque année fin avril depuis 1982. Cette course populaire est la troisième course à pied la plus fréquentée de Suisse.

## Histoire
En 1980, Juan Antonio Samaranch est élu président du Comité international olympique. Il souhaite alors que la ville de Lausanne organise une course à pied populaire d'ampleur afin d'en faire une « ville olympique ». Il contacte Jacky Delapierre, vice-président du club omnisports Stade Lausanne et Jean-François Pahud, président de la section athlétisme du Lausanne-Sports, afin de concrétiser son idée. Les deux hommes se rendent alors à Paris pour découvrir les 20 km de Paris dont ils s'inspirent pour créer les 20 km de Lausanne,. La première édition a lieu le 6 juin 1982 et voit 1 470 coureurs rallier l'arrivée. Un parcours plus abordable de 4 kilomètres est également proposé, notamment pour permettre aux enfants de courir, dont l'inscription leur est offerte.
En 1988, une nouvelle épreuve de 10 kilomètres est ajoutée à l'événement. Cette épreuve est alors réservée aux femmes et aux juniors.
En 2001, pour fêter la 20e édition de l'événement, le parcours se déroule entièrement dans le centre-ville de Lausanne, avec notamment une traversée du parc de Mon-Repos.
L'édition 2016 bat le record d'inscriptions avec 28 402 coureurs au départ, toutes catégories confondues.
L'édition 2020 est annulée en raison de la pandémie de Covid-19.
En raisons des mesures sanitaires liées à la pandémie, l'édition 2021 a lieu exceptionnellement en automne et se déroule sur deux week-ends. Une nouvelle épreuve de 5 kilomètres est ajoutée à l'événement. Le départ est déplacé à la place de Bellerive pour des raisons d'organisation.

## Parcours
La course part de Vidy et parcourt 20 kilomètres dans les rues de Lausanne avant de revenir au bord du lac. L'arrivée a lieu dans le stade Pierre-de-Coubertin. Une des particularités de cette course est son dénivelé : elle part à 377 mètres d'altitude, atteint 536 mètres au 12e kilomètre avant de redescendre. Le parcours sous sa forme actuelle date de 2007.
En 2001, à l'occasion des 20 ans de la manifestation, le parcours est exceptionnellement déplacé dans le centre de la ville. Les coureurs effectuent 3 boucles depuis l'esplanade de Montbenon, à travers la place Saint-François, la rue de Bourg, et jusqu'à la cathédrale puis retour en passant par la place de la Riponne.
En plus des 20 kilomètres, il existe plusieurs autres épreuves : les 10 km, les 4 km et les 2 km. Pour ces deux dernières, deux types de courses sont proposées, l’une pour les familles et l’autre pour les enfants et écoles. Les courses « courir pour le plaisir » de 4 km et « courir pour un petit plaisir » de 2 km sont des courses chronométrées mais sans classement et les parents peuvent courir avec leurs enfants. Les courses pour enfants de 4 km et 2 km sont chronométrées et avec classement.
Depuis 2019, les 20 km de Lausanne proposent une toute nouvelle course de 4 km décalée et gourmande, l'Apéro'run. Cette dernière offre quatre stands de ravitaillements tenus par des restaurateurs lausannois.

## Récompenses
Depuis 2015, l’organisation ne distribue plus de primes de victoire en cash mais en bons d'achat valables dans un magasin suisse de grande consommation, la Migros.

## Palmarès
| Année | Hommes                                              | Temps                                               | Femmes                                              | Temps                                               |                                                     |
| ----- | --------------------------------------------------- | --------------------------------------------------- | --------------------------------------------------- | --------------------------------------------------- | --------------------------------------------------- |
| 1982  | Stéphane Gmünder                                    | 1 h 3 min 40 s                                      | Christine Kaminski                                  | 1 h 20 min 1 s                                      |                                                     |
| 1983  | Craig Masback                                       | 1 h 3 min 30 s                                      | Helene Leuenberger                                  | 1 h 19 min 0 s                                      |                                                     |
| 1984  | Richard Umberg                                      | 1 h 4 min 50 s                                      | Christine Kaminski                                  | 1 h 24 min 5 s                                      |                                                     |
| 1985  | Martin Kuster                                       | 1 h 1 min 59 s                                      | Solange Berset                                      | 1 h 18 min 17 s                                     |                                                     |
| 1986  | Martin Kuster                                       | 1 h 4 min 13 s                                      | Solange Berset                                      | 1 h 19 min 14 s                                     |                                                     |
| 1987  | Thomas Johnson                                      | 1 h 5 min 43 s                                      | Marie-Christine Ducret                              | 1 h 13 min 13 s                                     |                                                     |
| 1988  | Stéphane Schweickhardt                              | 1 h 2 min 8 s                                       | Tatiana Ball                                        | 1 h 15 min 47 s                                     |                                                     |
| 1989  | Stéphane Schweickhardt                              | 1 h 2 min 12 s                                      | Lise-Louise Cochard                                 | 1 h 27 min 19 s                                     |                                                     |
| 1990  | Noel Hallinan                                       | 1 h 3 min 1 s                                       | Rose-Marie Müller                                   | 1 h 16 min 15 s                                     |                                                     |
| 1991  | Marius Hasler                                       | 1 h 1 min 50 s                                      | Claudia Carollo                                     | 1 h 15 min 26 s                                     |                                                     |
| 1992  | Fernando Oliveira                                   | 1 h 2 min 26 s                                      | Claudia Carollo                                     | 1 h 13 min 57 s                                     |                                                     |
| 1993  | Stéphane Schweickhardt                              | 1 h 1 min 11 s                                      | Tatiana Ball-Kemball                                | 1 h 14 min 54 s                                     |                                                     |
| 1994  | Mustapha Asib                                       | 1 h 1 min 48 s                                      | Nelly Marmy                                         | 1 h 16 min 41 s                                     |                                                     |
| 1995  | Mohamed Ben Salah                                   | 1 h 1 min 12 s                                      | Elisabeth Krieg                                     | 1 h 11 min 58 s                                     |                                                     |
| 1996  | Mohamed Ben Salah                                   | 59 min 56 s                                         | Fabiola Rueda-Oppliger                              | 1 h 10 min 50 s                                     |                                                     |
| 1997  | Mohamed Ben Salah                                   | 1 h 1 min 21 s                                      | Franziska Rochat-Moser                              | 1 h 11 min 28 s                                     |                                                     |
| 1998  | Dagne Debela                                        | 1 h 1 min 57 s                                      | Fabiola Rueda-Oppliger                              | 1 h 14 min 36 s                                     |                                                     |
| 1999  | Ambrose Nzioka                                      | 1 h 0 min 47 s 7                                    | Adanecu Erkalo                                      | 1 h 10 min 58 s 5                                   |                                                     |
| 2000  | Peter Musyoki                                       | 58 min 58 s 1                                       | Fabiola Rueda-Oppliger                              | 1 h 11 min 30 s 4                                   |                                                     |
| 2001  | David Kipruto                                       | 56 min 5 s 7                                        | Tamrat Getenesh                                     | 1 h 6 min 57 s 9                                    |                                                     |
| 2002  | Dejene Lidetu                                       | 1 h 2 min 51 s 9                                    | Zenebech Tola                                       | 1 h 12 min 40 s 5                                   |                                                     |
| 2003  | Tolossa Chengere                                    | 1 h 1 min 26 s 3                                    | Zenebech Tola                                       | 1 h 10 min 48 s 6                                   |                                                     |
| 2004  | Tolossa Chengere                                    | 1 h 1 min 58 s 7                                    | Elisabeth Krieg                                     | 1 h 17 min 10 s 8                                   |                                                     |
| 2005  | Philip Muia                                         | 1 h 1 min 41 s 3                                    | Astrid Schaffner                                    | 1 h 13 min 53 s 6                                   |                                                     |
| 2006  | Tadesse Abraham                                     | 1 h 3 min 36 s 6                                    | Agnes Katunge Mutune                                | 1 h 10 min 31 s 6                                   |                                                     |
| 2007  | Jacques Krähenbühl                                  | 1 h 3 min 50 s 6                                    | Astrid Schaffner                                    | 1 h 20 min 8 s 1                                    |                                                     |
| 2008  | Tesfaye Eticha                                      | 1 h 2 min 51 s 8                                    | Corinne Zeller-Abbühl                               | 1 h 16 min 37 s 3                                   |                                                     |
| 2009  | John Nzau Mwangangi                                 | 1 h 0 min 29 s 3                                    | Jane Mwikali Muia                                   | 1 h 9 min 56 s 5                                    |                                                     |
| 2010  | Allan Masai Ndiwa                                   | 1 h 0 min 49 s 4                                    | Tsige Worku                                         | 1 h 11 min 32 s 0                                   |                                                     |
| 2011  | Dickson Kimutai Kimaiyo                             | 1 h 0 min 13 s 7                                    | Fiona Kirk                                          | 1 h 15 min 31 s 5                                   |                                                     |
| 2012  | Dickson Kimutai Kimaiyo                             | 1 h 0 min 47 s 2                                    | Laura Hrebec                                        | 1 h 11 min 14 s 2                                   |                                                     |
| 2013  | Bernard Muinde Matheka                              | 1 h 0 min 36 s 7                                    | Eunice Mumbua Kioko                                 | 1 h 9 min 33 s 5                                    |                                                     |
| 2014  | Bernard Muinde Matheka                              | 1 h 1 min 10 s 4                                    | Jida Belaynesh                                      | 1 h 10 min 24 s 3                                   |                                                     |
| 2015  | Temesgen Daba                                       | 59 min 51 s 0                                       | Sutume Kebede                                       | 1 h 6 min 48 s 8                                    |                                                     |
| 2016  | Sisay Yazew Tola                                    | 1 h 2 min 4 s 3                                     | Helen Bekele Tola                                   | 1 h 9 min 35 s 3                                    |                                                     |
| 2017  | Alex Kipkorir Kibarus                               | 59 min 12 s 1                                       | Direbe Hallemu                                      | 1 h 10 min 49 s 2                                   |                                                     |
| 2018  | Sylvester Kipchirchir Kiptoo                        | 1 h 2 min 15 s 2                                    | Laura Hrebec                                        | 1 h 14 min 7 s 3                                    |                                                     |
| 2019  | Teshome Daba Bulesa                                 | 1 h 5 min 53 s 9                                    | Helen Bekele Tola                                   | 1 h 8 min 22 s 2                                    |                                                     |
| 2020  | Course annulée en raison de la pandémie de Covid-19 | Course annulée en raison de la pandémie de Covid-19 | Course annulée en raison de la pandémie de Covid-19 | Course annulée en raison de la pandémie de Covid-19 | Course annulée en raison de la pandémie de Covid-19 |
| 2021  | Temesgen Daba                                       | 59 min 50 s 8                                       | Abdurkadir Habela Genet                             | 1 h 9 min 40 s 8                                    |                                                     |
| 2022  | Xavier Chevrier                                     | 1 h 2 min 20 s 7                                    | Cynthia Kosgei Chepchirchir                         | 1 h 9 min 6 s 1                                     |                                                     |
| 2023  | Erick Leon Ndiema                                   | 1 h 2 min 41 s 6                                    | Kuba Alemu Bekele                                   | 1 h 8 min 51 s 2                                    |                                                     |
| 2024  | Kevin Kibet                                         | 1 h 0 min 14 s 1                                    | Judy Kemboi                                         | 1 h 5 min 43 s 4                                    |                                                     |
| 2025  | Leonard Kipngeno Bor                                | 59 min 38 s                                         | Winnie Jeptarus                                     | 1 h 7 min 56 s                                      |                                                     |

 Record de l'épreuve

### Filmographie
- Du stade à la Cité, film documentaire réalisé en 2022 par Vincent Aubert, Yanick Turin et Philippe Vonnard